# 1767 au théâtre
| Années du théâtre : 1764 - 1765 - 1766 - 1767 - 1768 - 1769 - 1770    |
| Décennies du théâtre : 1730 - 1740 - 1750 - 1760 - 1770 - 1780 - 1790 |

## Événements
- Johann Wolfgang von Goethe écrit entre février 1767 et avril 1768 la comédie L'Amant capricieux (Die Laune des Verliebten)[1].
- Johann Friedrich Löwen fonde avec Gotthold Ephraim Lessing à Hambourg un théâtre national (Hamburger Nationaltheater), qui est un échec et ferme en 1769 ; Lessing écrit la Hamburgische Dramaturgie (Dramaturgie de Hambourg), journal de ce théâtre et exposé de ses principes dramaturgiques.

## Pièces de théâtre publiées
- Virginie, tragédie de Louis-Sébastien Mercier, Paris, veuve Duchesne, [4]-86 p..

## Pièces de théâtre représentées
- 1er janvier : La Partie de chasse de Henri IV de Charles Collé, Bruxelles, Théâtre royal de la Monnaie.
- 29 janvier : Eugénie, drame de Beaumarchais, Paris, Comédie-Française.
- 30 septembre : Minna von Barnhelm, drame de Lessing, à Hambourg.

## Naissances
- 4 janvier : Charles de Longchamps, auteur dramatique français, mort le 18 avril 1832.
- 6 février : François Bernard dit Bernard-Valville, auteur dramatique et librettiste français, mort le 15 novembre 1828.
- 17 mars : Ferdinand Ochsenheimer, acteur et naturaliste allemand, mort le 2 novembre 1822.
- 6 avril : Alexandre-Vincent Pineux dit Alexandre Duval, dramaturge, librettiste et acteur français, mort le 9 janvier 1842.
- 17 mai : Pierre-Jacques-André Bonel dit P.G.A. Bonel, auteur dramatique français, mort le 6 juin 1842.
- 31 juillet : Julie Candeille, actrice, compositrice et auteure dramatique française, morte le 4 février 1834.
- 28 août : Auguste Désaugiers, diplomate et dramaturge français, mort le 12 septembre 1841.
- 19 septembre : François-Pierre Révalard, acteur et auteur dramatique français, mort vers 1816.
- 30 décembre : Mathieu-Jean-Baptiste Nioche de Tournay, auteur dramatique français, mort le 7 février 1844.

## Décès
- 12 février : Abraham-Alexis Quinault, dit Quinault-Dufresne, acteur français, sociétaire de la Comédie-Française, né le 9 septembre 1693.
- 25 mai : Jeanne-Élisabeth Labatte, actrice française, sociétaire de la Comédie-Française, née en 1702.
- 2 juin : Jeanne-Catherine Gaussem ou Marie-Madeleine, dite Mademoiselle Gaussin, actrice française, sociétaire de la Comédie-Française, née le 25 décembre 1711.
- 15 juillet : Catherine-Marie-Jeanne Dupré Deseine, dite Madame Quinault-Dufresne, actrice française, sociétaire de la Comédie-Française, née le 5 septembre 1705.
- Date précise inconnue ou non renseignée :
  - Francis de La Fontaine, rhétoricien bruxellois, traducteur de deux tragédies de Voltaire en néerlandais, et auteur d'un traité sur l'histoire du théâtre, né vers 1672.
  - Nicolas La Grange, dramaturge français, né en 1707.